# روز ميلفيل
روز ميلفيل (بالإنجليزية: Rose Melville)‏ هي ممثلة أمريكية، ولدت في 30 يناير 1873 في تير هوت في الولايات المتحدة، وتوفيت في 8 أكتوبر 1946 في ليك جورج في الولايات المتحدة.

## وصلات خارجية
- روز ميلفيل على موقع IMDb (الإنجليزية)
- روز ميلفيل على موقع قاعدة بيانات برودواي على الإنترنت (الإنجليزية)